# Eu Te Amo e Open Bar
Eu Te Amo e Open Bar é uma canção gravada pelo cantor Michel Teló, contida em seu segundo álbum ao vivo Na Balada. A faixa marca o primeiro trabalho do ex-cantor do Grupo Tradição mais voltado para a eletrônica, ou o housenejo, que mistura sertanejo e house music.

## Composição e produção
A canção foi composta por "Teofilo Teló" e "Dudu Borges". Mostra o apreço de Teló pelo pop romeno "Stereo Love", gravada por Edward Maya e conhecida por um solo de sanfona. "Dragostea din tei", da banda O-Zone, é outro sucesso vindo da Romênia e com arranjo parecido. No Brasil, foi popularizada por meio da versão "Festa no apê", de Latino. Segundo o portal G1 a faixa traz dance pop.
A canção tem a versão original ao vivo retirado do Na Balada, mas também será lançada em outra versão com uma pegada mais dançante, com cara de balada faz parte da ação que Teló prepara para seu novo alvo, o mercado estrangeiro. A música é composta apena de uma levada de sanfona, batidas que relembram o ritmo eurodance e a repetição da frase "Tudo que eu quero ouvir: eu te amo e open bar". Foi produzida por Mister Jam conhecido por produzir as canções "Sticky Dough" de Wanessa e "Shaking (Party People)" de Kelly Key.

## Recepção da crítica
Para Marcus Vinícius do portal terra a música foi interpretada como um atentado às tradições sertanejas, mas ele discorda completamente dizendo é uma canção que vai tocar no rádio, mas é de fato uma música que na hora que derem o play nas baladas, shows, enfim, onde estiver uma galerinha reunida para algum tipo de festa ou em volta de algum carro com um som potente, vai botar todo mundo pra cima.

## Videoclipe
O video foi gravado no Gravado no Wood's Bar durante um show no dia 20 de julho de 2011 e lançado 25 de julho do mesmo ano. Tem a direção de Fernando Hiro e Junior Jacques.

## Posição nas paradas
| Paradas (2011)                    | Posição |
| --------------------------------- | ------- |
| Brasil - Billboard Brasil Hot 100 | 96      |